# Paràbola de la llavor que creix tota sola

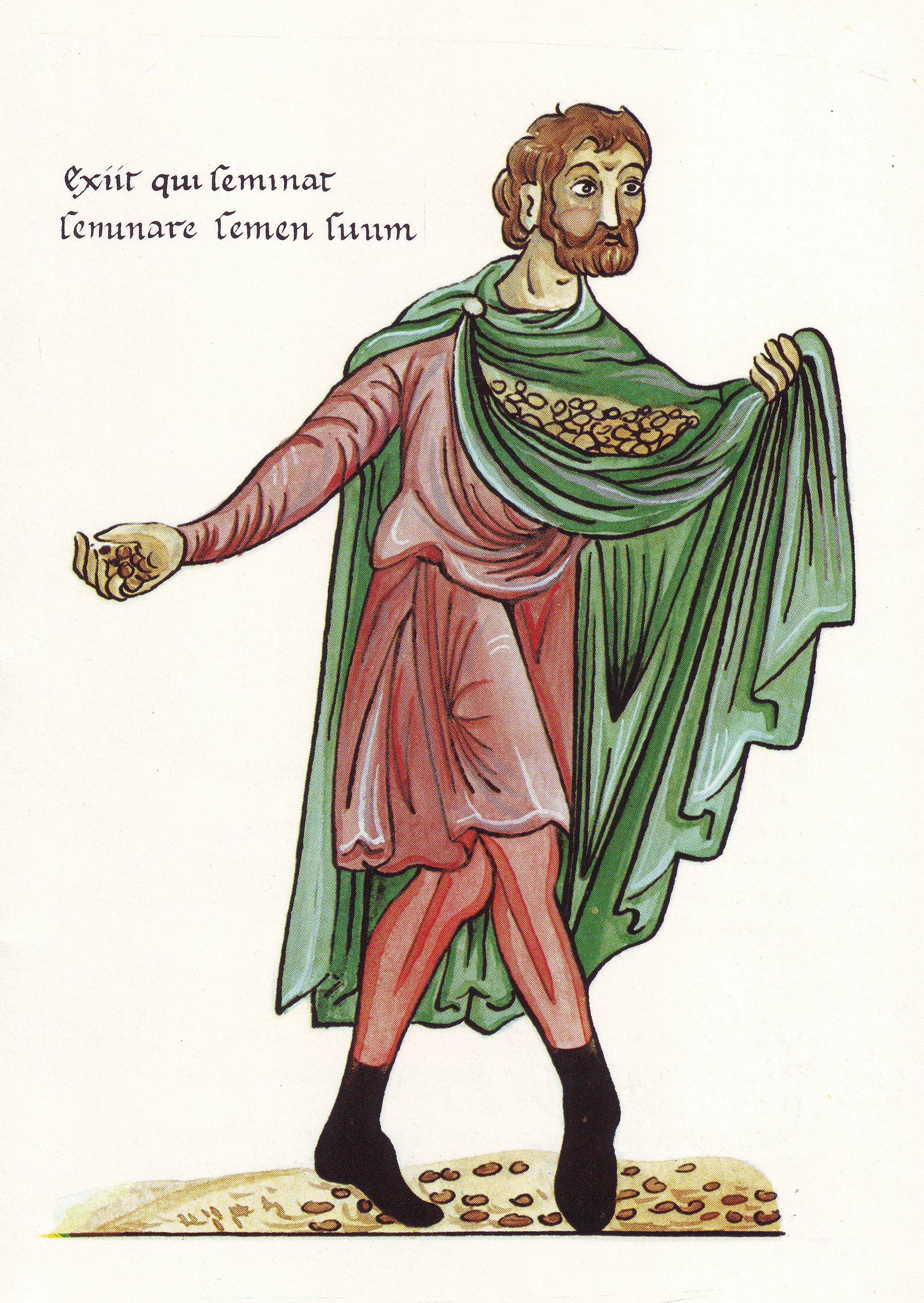
Il·lustració de la paràbola del.

La paràbola de la llavor que creix tota sola és una història narrada per Jesús que apareix a l'evangeli segons Marc (Mc 4:26-29) i parcialment a l'evangeli apòcrif de Tomàs.

## Argument
Un home llença una llavor a terra i sense que entengui el perquè o hagi de fer res, aquesta germina i va creixent la planta fins que pot collir-ne el fruit.

## Anàlisi
Jesús mateix dona la clau d'interpretació d'aquesta paràbola en assegurar que la llavor és un símbol del Regne del Cel, que creix sense intervenció humana (i sovint sense que l'home entengui com funciona) però les persones poden aprofitar el seu fruit (creixement espiritual o la salvació). Forma part d'una sèrie d'al·legories per explicar com és el Regne de Déu amb metàfores de la vida quotidiana, com per exemple la paràbola del gra de mostassa. Això vol dir que encara que no sabem on està Déu ni com és podem aprofitar-ho per l'espiritualitat i el benestar interior.